# 1338 km
1338 km (ukr. 1338 км, ros. 1338 км) – przystanek kolejowy w miejscowości Gaje Wielkie i w pobliżu granic Tarnopola, w rejonie tarnopolskim, w obwodzie tarnopolskim, na Ukrainie.